# Ribera d'Ebre

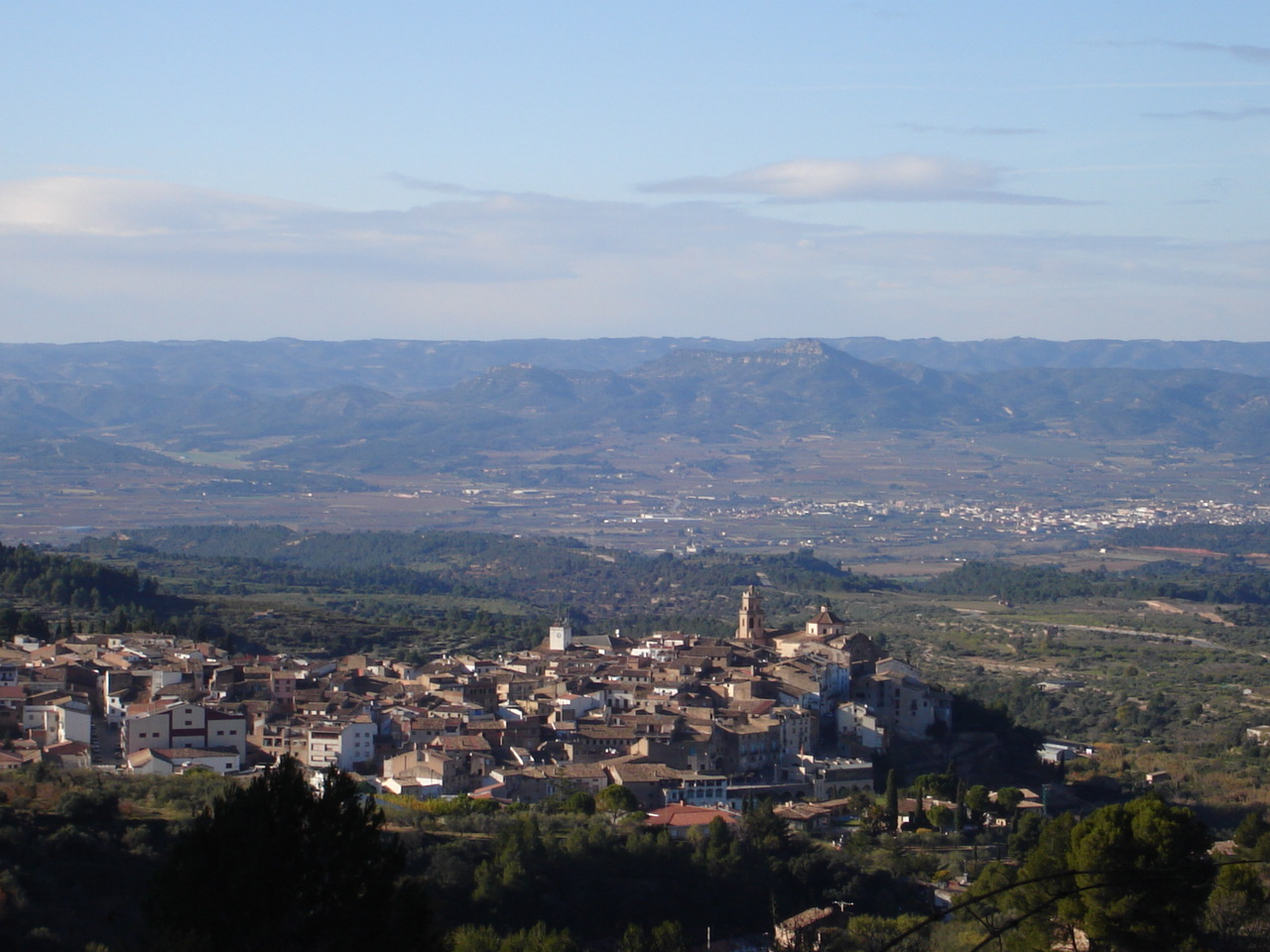
Tivissa i grevskapet Ribera d'Ebre.

Ribera d’Ebre är ett grevskap, comarca, i södra delen av Katalonien, i Spanien. Huvudstaden heter Móra d'Ebre, med 5608 innevånare 2013.

## Kommuner
Ribera d’Ebre är uppdelat i 14 kommuner, municipis.
- Ascó
- Benissanet
- Flix
- Garcia
- Ginestar
- Miravet
- Móra d'Ebre
- Móra la Nova
- La Palma d'Ebre
- Rasquera
- Riba-roja d'Ebre
- Tivissa
- La Torre de l'Espanyol
- Vinebre